# Eurobanka
Eurobanka je banka u Srbiji i podružnica banke Eurobank Ergasias.

## Eurobanka Srbija
Evrobanka posluje u Srbiji 15 godina, i prema podacima Narodne banke Srbije rangirana je među 10 najvećih banaka na tržištu u svim segmentima poslovanja, kao i među prvih pet banaka po veličini poslovne mreže. Danas broji oko 1.300 zaposlenih, i jedna su od retkih banaka koja ima centralu u zgradi koja je u njihovom vlasništvu. Evrobanka u Srbiji ima 80 ekspozitura, 5 centara za rad sa privredom i više od 500.000 tekućih računa fizičkih i pravnih lica. Svoje strateško opredeljenje ka Srbiji pokazano je vlasništvom nad modernom poslovnom zgradom u srcu Beograda – „Eurobank Centar“, kao i kroz 16.000 m² poslovnog prostora širom Srbije.
Evrobanka Srbija je sastavni deo Eurobank grupe. Eurobank Grupa je dinamična bankarska organizacija aktivna u šest zemalja sa ukupnom aktivom od 58,5 milijardi evra i 13.267 zaposlenih. Osnovana je 1990. godine i danas broji ukupno 659 ekspozitura. U Grčkoj, Eurobank je jedna od četiri sistemske banke. Fokusirani su na pružanje visokokvalitetnih usluga u okviru poslovne mreže, kao i putem posebnih centara za rad sa privredom, mreže za privatno bankarstvo i nagrađivanih elektronskih kanala za bankarske usluge.
Eurobank Grupa takođe ima stratešku poziciju u poslovanju sa stanovništvom i poslovnim sektorom u Bugarskoj i Srbiji. Pored toga, nude i specijalizovane usluge u oblasti upravljanja imovinom na Kipru, u Luksemburgu i Londonu.
U Grčkoj imaju 379 ekspozitura, a u inostranstvu još 280.

## Istorijat
U Srbiji Evrobanka je počela svoje poslovanje 2003. godine. Prvih pet godina obeležila je kupovina Postbanke, a zatim i spajanje sa Nacionalnom štedionicom. Od 2006. godine banka posluje pod jednim brendom, imenom i vizuelnim identitetom.
Primenjujući svoj uspešan model poslovanja, Evrobanka nudi široki asortiman standardnih i inovativnih bankarskih proizvoda i usluga svojim klijentima, fizičkim i pravnim licima. Kontinuirano posvećena ulaganju u zajednicu u koju sa uspehom posluje, Eurobanka je do sada uložila više od 4,5 miliona evra u cilju podrške i unapređenja zajednice kroz svoj integralni program „Investiramo u evropske vrednosti“. Svi nabrojane elementi su odlična osnova za postizanje strateškog cilja: postati banka preferencijalnog izbora za donošenje finansijskih odluka građana Srbije poslujući sa osećajem odgovornosti prema društvenoj zajednici, zaposlenima i klijentima.

## Finansijski podaci
Ukupna aktiva Evrobanke Srbija iznosi 1,3 milijarde evra, dok je kreditni portfolio na kraju 2017. godine bio jedna milijardu evra.
Na nivou cele grupacija ukupna aktiva je 58,5 milijardi evra, akcijski kapital 5 milijardi evra, dok je vrednost depozita 35,3 milijarde evra. *podaci su iz marta 2018. godine

## Vizija banke
Evrobanka teži da postane preferencijalni izbor za klijente, kako fizička tako i pravna lica. Vrednosti koje ova banka promoviše su meritokratija, timski rad, kvalitet, poverenje, efikasnost, kreativnost, poštovanje ljudi, kao i doprinos društvenoj zajednici.

## Društvena odgovornost
U martu 2006. godine kreiran je sveobuhvatni program korporativne društvene odgovornosti pod nazivom „Investiramo u evropske vrednosti”. Do sada je uloženo preko 4,5 miliona evra, i to u kontinuiranu podršku u oblastima edukacije, ekologije, jednakosti, kulture i zdravstva. Zahvaljujući humanitarnoj kartici „Veliko srce“, više od 15.000 mališana dobilo je lepše mesto za odrastanje i igru, u više od 45 državnih vrtića, bolnica i škola.

## Članstvo u organizacijama
Evrobanka je članica Saveta stranih investitora, Helenskog poslovnog kluba, Američke privredne komore. Među prvim finansijskim institucijama su se priključile Globalnom dogovoru UN – inicijativi koju su u Srbiji pokrenuli program razvoja Ujedinjenih nacija i Narodna banka Srbije. Jedni su od osnivača i Foruma za odgovorno poslovanje.
Od 2014.godine Eurobanka je sklopila ugovor o ekskluzivnom partnerstvu sa fudbalskim klubom Mančester junajted u oblasti izdavanja platnih kartica. To je jedinstveni vid bankarske saradnje u regionu. Evrobanka je prva banka na srpskom tržištu koja je uvela Masterkard platne kartice za beskontaktna plaćanja.

## Spoljašnje veze
- Zvanični veb-sajt